# 尼克·斯科维尔
尼克·斯科维尔（英語：Nick Scoville，？—），美国天文学家，加州理工学院Francis L. Moseley天文学教授和系主席。